# Canada Games Stadium
El Canada Games Stadium es un estadio multipropósito ubicado en la ciudad de Saint John, Nuevo Brunswick en Canadá.

## Historia
El estadio fue creado en el año 1985 en los terrenos de la UNB Saint John para los Juegos de Verano de Canadá de ese año, con capacidad para 5.000 espectadores.
Cuenta también con una pista de atletismo de 400 metros, así como espacio para realizar las pruebas de salto de altura, salto triple, salto con garrocha, salto de altura, lanzamiento de martillo, lanzamiento de disco, impulso de bala y lanzamiento de jabalina; y la superficie del terreno de fútbol es artificial.
En 1987 fue una de las sedes de la Copa Mundial de Fútbol Sub-16 de 1987 en la que Canadá fue el país organizador, aunque se ha usado mayoritariamente para eventos de atletismo a nivel nacional.
El estadio fue remodelado en 2009 con una inversión de $3.6 millones que incluyeron la reposición de la pista olímpica, mejoras en los espacios de eventos de lanzamiento en atletismo, renovación de graderías, instalación de la iluminación artificial, marcador electrónico, iluminación de emergencia y un nuevo almacén.
En 2013 se llevó a cabo el evento de fútbol universitario de Canadá.